# Grand Bazar (film)
Pour plus de détails, voir Fiche technique et Distribution.
Pour les articles homonymes, voir Grand Bazar.
Grand Bazar (titre original : Sweepings) est un film américain réalisé par John Cromwell et sorti en 1933.
Le personnage principal joué par Lionel Barrymore est inspiré de Marshall Field, chef d'entreprise américain, archétype du capitaliste du XIXe siècle.

## Fiche technique
- Titre original : Sweepings
- Réalisation : John Cromwell
- Scénario : Lester Cohen
- Producteur : David O. Selznick
- Photographie : Edward Cronjager
- Montage : George Nicholls, Jr.
- Musique : Max Steiner
- Production : RKO Pictures
- Durée : 80 minutes
- Date de sortie : 
  - États-Unis : 14 avril 1933

## Distribution
- Lionel Barrymore : Daniel Pardway
- Eric Linden : Freddie Pardway
- William Gargan : Gene Pardway
- Gloria Stuart : Phoebe
- Alan Dinehart : Thane Pardway
- Gregory Ratoff : Abe Ullman
- Helen Mack : Mamie Donahue
- Lucien Littlefield : Grimson
- George Meeker : Bert Pardway
- Ninetta Sunderland : Abigail Pardway
- Esther Muir : Violet
- Franklin Pangborn Photographe (non crédité)